# Сокольники (Дмитровський міський округ)
Соко́льники (рос. Сокольники) — присілок у складі Дмитровського міського округу Московської області, Росія.
Стара назва — Сокольниково.

## Населення
Населення — 24 особи (2010; 7 у 2002).
Національний склад (станом на 2002 рік):
- росіяни — 100 %